# Comté de Treviño
Pour les articles homonymes, voir Trevino.
Le comté de Treviño (Condado de Treviño officiellement en espagnol ou Trebiñu en basque), est une commune d'Espagne est située dans la comarque de l'Èbre, dans la communauté autonome de Castille-et-León, province de Burgos, enclavé dans le territoire de l'Alava. Elle s'étend sur 260,71 km2 et comptait environ 1 461 habitants en 2011. Avec la municipalité de La Puebla de Arganzón, elle forme l'Enclave de Treviño.

## Entités locales

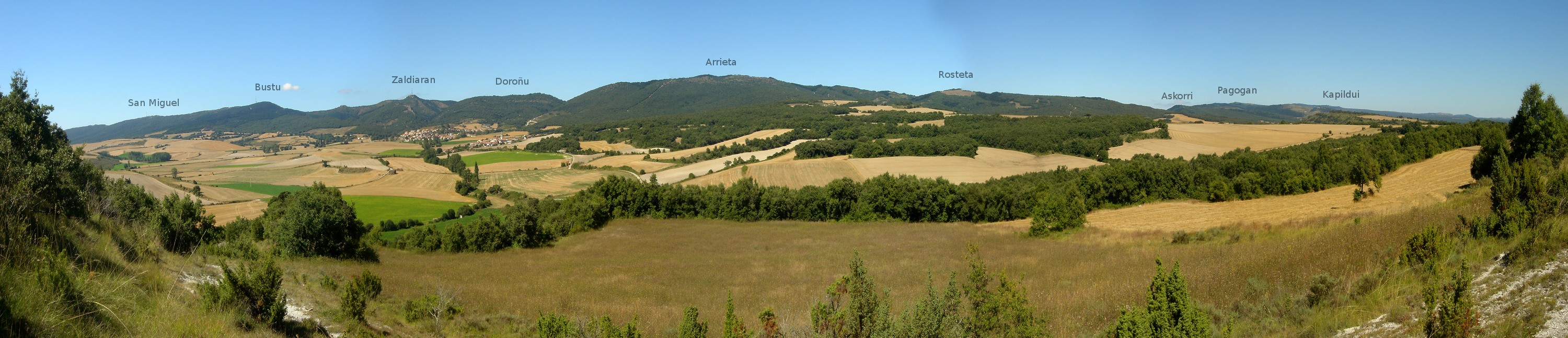
Vue panoramique des monts de Vitoria-Gasteiz en Alava

| - Aguillo - Albaina - Añastro - Argote - Armentia - Arrieta - Ascarza - Bajauri - Burgueta | - Busto de Treviño - Cucho - Dordoniz - Doroño - Franco - Fuidio - Golernio - Grandival - Imiruri | - Laño - Marauri - Muergas - Obécuri - Ocilla y Ladrera - Ogueta - Ozana - Pangua - Pariza | - Samiano - San Martín de Zar - San Vicentejo - Saraso - Taravero - Torre - Treviño - Uzquiano - Villanueva Tobera |  |

## Villages
| - Ajarte - Araico - Arana - Ladrera | - Meana (Quartier) - Mesanza - Moraza - Moscador de Treviño | - Ochate - Ocilla - Pedruzo - San Esteban de Treviño | - San Martín Galvarín - Saseta - Zurbitu |